# Zen 2
Zen 2 es el nombre en clave para el sucesor de las microarquitecturas Zen y Zen+ de AMD, fabricado con tecnología de nodo de MOSFET de 7 nanómetros de la compañía TSMC y alimentando la tercera generación de procesadores Ryzen, conocidos como Ryzen 3000 para los chips de escritorio de segmento general y Threadripper 3000 para sistemas de escritorio de alta gama. Los procesadores de la serie Ryzen 3000 se lanzaron el 7 de julio de 2019, mientras que los procesadores Epyc para servidores basados en Zen 2 (con nombre en clave "Rome") se lanzaron el 7 de agosto de 2019. En noviembre de 2019 se lanzó otro procesador Ryzen 9, el 3950X. En la CES de 2019, AMD mostró una muestra de ingeniería de un Ryzen de tercera generación que contenía un chiplet (conjunto de chips o pastillas de circuito integrado) con ocho núcleos y 16 hilos. La CEO de AMD, Lisa Su, decía que esperaba más de ocho núcleos en la alineación final de los procesadores Ryzen 3000. En la Computex de 2019, AMD reveló que los chips Zen 2 "Matisse" tendrían hasta 12 núcleos,, y unas semanas más tarde también se reveló un chip de 16 núcleos en la E3 2019.
Zen 2 incluye mitigaciones a nivel de hardware de la vulnerabilidad de seguridad de "Spectre". Los procesadores EPYC basados en Zen 2 utilizan un diseño en el cual varias pastillas de circuito integrado o chips (hasta ocho en total), fabricadas en un proceso de litografía de 7 nm (conocidas como "chiplets") son combinadas con un chip de 14 nm encargado de la interfaz E/S (I/O die) en cada encapsulado de módulos multichip (MCM). Con este diseño de chip, hasta 64 núcleos físicos y 128 hilos en total (con multihilo simultáneo o SMT) son soportados por zócalo. Zen 2 entrega aproximadamente un 29% más instrucciones por ciclo que zen.

## Diseño
Zen 2 es una desviación significativa del paradigma de diseño físico de las arquitecturas Zen anteriores, Zen y Zen+. Zen 2 se cambia a un diseño de módulos multichip en donde los componentes de E/S del procesador están separados en un chip aparte, que también se le llama chiplet en este contexto. Esta separación tiene beneficios en la escalabilidad y capacidad de fabricación.. Como las interfaces físicas no escalan muy bien con las reducciones en el proceso de fabricación, su separación en diferentes chips permite que estos componentes puedan ser fabricados en un proceso de tamaño de nodo más grande y maduro que el proceso usado para un chip de procesador. Los chips de procesador (referidos por AMD como Core Complex Dies o CCDs), ahora más compactos debido a la separación de los componentes E/S en otro chip, pueden ser fabricados con un proceso de litografía más pequeño, con menores defectos de fabricación de los que tendría un chip de mayor tamaño (ya que el número de defectos es proporcional al tamaño del circuito integrado). Adicionalmente, el chip central de E/S puede comunicarse con varios chiplets, facilitando la construcción de procesadores con una gran cantidad de núcleos.

Ilustración simplificada de la microarquitectura Zen 2

Con Zen 2, cada chiplet de procesador alberga 8 núcleos, dispuestos en dos core complexes (CCX) de 4 núcleos cada uno. Estos chiplets están fabricados con un tamaño de nodo MOSFET de 7 nm de la compañía TSMC y tienen un tamaño aproximado de 74 a 80 mm². El chiplet tiene unos 3.900 millones de transistores, mientras que el IOD de 12 nm (el chip E/S) es de unos 125 mm²  y tiene unos 2090 millones de transistores.
La cantidad de caché L3 se ha duplicado a 32 MiB, ahora cada núcleo de un chiplet de 8 núcleos tiene acceso a 4 MiB de caché L3 comparado a los 2 MiB de Zen y Zen+. El rendimiento de las instrucciones AVX2 mejora enormemente con un aumento en el ancho de la unidad de ejecución de 128 bits a 256 bits.
Existen múltiples variantes de los chips E/S: uno fabricado por GlobalFoundries con un proceso de litografía de14 nanómetros, y otro fabricando por la misma compañía con un proceso de 12 nanómetros. Los chips de 14 nanómetros tienen más funciones y son usados en los procesadores EPYC "Rome", mientras que las versiones de 12 nm se utilizan para procesadores del segmento consumidor.
La arquitectura Zen 2 de AMD puede ofrecer un mayor rendimiento con un menor consumo de energía que la arquitectura Cascade Lake de Intel, un ejemplo, el AMD Ryzen Threadripper 3970X con un TDP de 140 W en modo ECO ofrece un rendimiento superior al Intel Core i9-10980XE que tiene un TDP de 165 W.

### Nuevas características
- Algunas nuevas extensiones del conjunto de instrucciones: WBNOINVD, CLWB, RDPID, RDPRU, MCOMMIT.[21][22]
- Mitigaciones de hardware contra la vulnerabilidad Spectre V4.[23]

## Productos
El 26 de mayo de 2019, AMD anunció seis procesadores Ryzen de escritorio basados en Zen 2 (con el nombre en clave "Matisse"). Estas incluyeron variantes de 6 y 8 núcleos en las líneas de productos Ryzen 5 y Ryzen 7, así como una nueva línea, Ryzen 9, que incluye los primeros procesadores de escritorio para el segmento general de 12 y 16 núcleos de la compañía.
La segunda generación de los procesadores Epyc de AMD, con el nombre en clave "Rome", cuentan con hasta 64 núcleos y fueron lanzados el 7 de agosto de 2019.

### Procesadores de escritorio
| Modelo                                         | Fecha de lanzamiento y precio                        | Proceso de Fabricación | Núcleos (hilos)     | Frecuencia de reloj (GHz) | Frecuencia de reloj (GHz) | Caché                                 | Caché               | Caché               | Zócalo (Socket)     | Líneas PCIe         | Soporte de memoria        | TDP                 | Disipador de fábrica (box) |
| Modelo                                         | Fecha de lanzamiento y precio                        | Proceso de Fabricación | Núcleos (hilos)     | Base                      | Boost                     | L1                                    | L2                  | L3                  | Zócalo (Socket)     | Líneas PCIe         | Soporte de memoria        | TDP                 | Disipador de fábrica (box) |
| Segmento de entrada                            | Segmento de entrada                                  | Segmento de entrada    | Segmento de entrada | Segmento de entrada       | Segmento de entrada       | Segmento de entrada                   | Segmento de entrada | Segmento de entrada | Segmento de entrada | Segmento de entrada | Segmento de entrada       | Segmento de entrada | Segmento de entrada        |
| ---------------------------------------------- | ---------------------------------------------------- | ---------------------- | ------------------- | ------------------------- | ------------------------- | ------------------------------------- | ------------------- | ------------------- | ------------------- | ------------------- | ------------------------- | ------------------- | -------------------------- |
| Ryzen 3 3100                                   | 21 de abril de 2020 $99                              | TSMC 7FF               | 4 (8)               | 3.6                       | 3.9                       | 32 KB inst. 32 KB de datos por núcleo | 512 KB por núcleo   | 16 MiB              | AM4                 | 24                  | DDR4-3200 doble-canal     | 65 W                | Wraith Stealth             |
| Ryzen 3 3300X                                  | 21 de abril de 2020 $120                             | TSMC 7FF               | 4 (8)               | 3.8                       | 4.3                       | 32 KB inst. 32 KB de datos por núcleo | 512 KB por núcleo   | 16 MiB              | AM4                 | 24                  | DDR4-3200 doble-canal     | 65 W                | Wraith Stealth             |
| Segmento general                               |                                                      |                        |                     |                           |                           |                                       |                     |                     |                     |                     |                           |                     |                            |
| Ryzen 5 3500                                   | 15 de noviembre de 2019 OEM (occidente) Japón ¥16000 | TSMC 7FF               | 6 (6)               | 3.6                       | 4.1                       | 32 KB inst. 32 KB de datos por núcleo | 512 KB por núcleo   | 16 MiB              | AM4                 | 24                  | DDR4-3200 doble-canal     | 65 W                |                            |
| Ryzen 5 3500X                                  | 8 de octubre de 2019 China ¥1099                     | TSMC 7FF               | 6 (6)               | 3.6                       | 4.1                       | 32 KB inst. 32 KB de datos por núcleo | 512 KB por núcleo   | 32 MiB              | AM4                 | 24                  | DDR4-3200 doble-canal     | 65 W                | Wraith Stealth             |
| Ryzen 5 3600                                   | 7 de julio de 2019 EUA $199                          | TSMC 7FF               | 6 (12)              | 3.6                       | 4.2                       | 32 KB inst. 32 KB de datos por núcleo | 512 KB por núcleo   | 32 MiB              | AM4                 | 24                  | DDR4-3200 doble-canal     | 65 W                | Wraith Stealth             |
| Ryzen 5 Pro 3600                               | 30 de septiembre de 2019 OEM                         | TSMC 7FF               | 6 (12)              | 3.6                       | 4.2                       | 32 KB inst. 32 KB de datos por núcleo | 512 KB por núcleo   | 32 MiB              | AM4                 | 24                  | DDR4-3200 doble-canal     | 65 W                |                            |
| Ryzen 5 3600X                                  | 7 de julio de 2019 EUA $249                          | TSMC 7FF               | 6 (12)              | 3.8                       | 4.4                       | 32 KB inst. 32 KB de datos por núcleo | 512 KB por núcleo   | 32 MiB              | AM4                 | 24                  | DDR4-3200 doble-canal     | 95 W                | Wraith Spire v2            |
| Ryzen 5 3600XT                                 | 7 de julio de 2020 EUA $249                          | TSMC 7FF               | 6 (12)              | 3.8                       | 4.5                       | 32 KB inst. 32 KB de datos por núcleo | 512 KB por núcleo   | 32 MiB              | AM4                 | 24                  | DDR4-3200 doble-canal     | 95 W                | Wraith Spire v2            |
| Segmento rendimiento                           |                                                      |                        |                     |                           |                           |                                       |                     |                     |                     |                     |                           |                     |                            |
| Ryzen 7 Pro 3700                               | 30 de septiembre de 2019 OEM                         | TSMC 7FF               | 8 (16)              | 3.6                       | 4.4                       | 32 KB inst. 32 KB de datos por núcleo | 512 KB por núcleo   | 32 MiB              | AM4                 | 24                  | DDR4-3200 doble-canal     | 65 W                |                            |
| Ryzen 7 3700X                                  | 7 de julio de 2019 EUA $329                          | TSMC 7FF               | 8 (16)              | 3.6                       | 4.4                       | 32 KB inst. 32 KB de datos por núcleo | 512 KB por núcleo   | 32 MiB              | AM4                 | 24                  | DDR4-3200 doble-canal     | 65 W                | Wraith Prism               |
| Ryzen 7 3800X                                  | 7 de julio de 2019 EUA $399                          | TSMC 7FF               | 8 (16)              | 3.9                       | 4.5                       | 32 KB inst. 32 KB de datos por núcleo | 512 KB por núcleo   | 32 MiB              | AM4                 | 24                  | DDR4-3200 doble-canal     | 105 W               | Wraith Prism               |
| Ryzen 7 3800XT                                 | 7 de julio de 2020 EUA $399                          | TSMC 7FF               | 8 (16)              | 3.9                       | 4.7                       | 32 KB inst. 32 KB de datos por núcleo | 512 KB por núcleo   | 32 MiB              | AM4                 | 24                  | DDR4-3200 doble-canal     | 105 W               |                            |
| Segmento entusiasta                            |                                                      |                        |                     |                           |                           |                                       |                     |                     |                     |                     |                           |                     |                            |
| Ryzen 9 3900                                   | 8 de octubre de 2019 OEM                             | TSMC 7FF               | 12 (24)             | 3.1                       | 4.3                       | 32 KB inst. 32 KB de datos por núcleo | 512 KB por núcleo   | 64 MiB              | AM4                 | 24                  | DDR4-3200 doble-canal     | 65 W                |                            |
| Ryzen 9 Pro 3900                               | 30 de septiembre de 2019 OEM                         | TSMC 7FF               | 12 (24)             | 3.1                       | 4.3                       | 32 KB inst. 32 KB de datos por núcleo | 512 KB por núcleo   | 64 MiB              | AM4                 | 24                  | DDR4-3200 doble-canal     | 65 W                |                            |
| Ryzen 9 3900X                                  | 7 de julio de 2019 EUA $499                          | TSMC 7FF               | 12 (24)             | 3.8                       | 4.6                       | 32 KB inst. 32 KB de datos por núcleo | 512 KB por núcleo   | 64 MiB              | AM4                 | 24                  | DDR4-3200 doble-canal     | 105 W               | Wraith Prism               |
| Ryzen 9 3900XT                                 | 7 de julio de 2020 EUA $499                          | TSMC 7FF               | 12 (24)             | 3.8                       | 4.7                       | 32 KB inst. 32 KB de datos por núcleo | 512 KB por núcleo   | 64 MiB              | AM4                 | 24                  | DDR4-3200 doble-canal     | 105 W               |                            |
| Ryzen 9 3950X                                  | 25 de noviembre de 2019 EUA $749                     | TSMC 7FF               | 16 (32)             | 3.5                       | 4.7                       | 32 KB inst. 32 KB de datos por núcleo | 512 KB por núcleo   | 64 MiB              | AM4                 | 24                  | DDR4-3200 doble-canal     | 105 W               |                            |
| Segmento escritorio de alto rendimiento (HEDT) |                                                      |                        |                     |                           |                           |                                       |                     |                     |                     |                     |                           |                     |                            |
| Ryzen Threadripper 3960X                       | 25 de noviembre de 2019 EUA $1399                    | TSMC 7FF               | 24 (48)             | 3.8                       | 4.5                       | 32 KB inst. 32 KB de datos por núcleo | 512 KB por núcleo   | 128 MiB             | sTRX4               | 64                  | DDR4-3200 cuádruple-canal | 280 W               |                            |
| Ryzen Threadripper 3970X                       | 25 de noviembre de 2019 EUA $1999                    | TSMC 7FF               | 32 (64)             | 3.7                       | 4.5                       | 32 KB inst. 32 KB de datos por núcleo | 512 KB por núcleo   | 128 MiB             | sTRX4               | 64                  | DDR4-3200 cuádruple-canal | 280 W               |                            |
| Ryzen Threadripper 3990X                       | 7 de febrero de 2020 EUA $3990                       | TSMC 7FF               | 64 (128)            | 2.9                       | 4.3                       | 32 KB inst. 32 KB de datos por núcleo | 512 KB por núcleo   | 256 MiB             | sTRX4               | 64                  | DDR4-3200 cuádruple-canal | 280 W               |                            |
| Segmento estaciones de trabajo (Workstation)   |                                                      |                        |                     |                           |                           |                                       |                     |                     |                     |                     |                           |                     |                            |
| Ryzen Threadripper Pro 3945WX                  | 14 de julio de 2020 OEM                              | TSMC 7FF               | 12 (24)             | 4.0                       | 4.4                       | 32 KB inst. 32 KB de datos por núcleo | 512 KB por núcleo   | 64 MiB              | sWRX8               | 128                 | DDR4-3200 octuple-canal   | 280 W               |                            |
| Ryzen Threadripper Pro 3955WX                  | 14 de julio de 2020 OEM                              | TSMC 7FF               | 16 (32)             | 3.9                       | 4.4                       | 32 KB inst. 32 KB de datos por núcleo | 512 KB por núcleo   | 64 MiB              | sWRX8               | 128                 | DDR4-3200 octuple-canal   | 280 W               |                            |
| Ryzen Threadripper Pro 3975WX                  | 14 de julio de 2020 OEM                              | TSMC 7FF               | 32 (64)             | 3.5                       | 4.35                      | 32 KB inst. 32 KB de datos por núcleo | 512 KB por núcleo   | 128 MiB             | sWRX8               | 128                 | DDR4-3200 octuple-canal   | 280 W               |                            |
| Ryzen Threadripper Pro 3995WX                  | 14 de julio de 2020 OEM                              | TSMC 7FF               | 64 (128)            | 2.7                       | 4.3                       | 32 KB inst. 32 KB de datos por núcleo | 512 KB por núcleo   | 256 MiB             | sWRX8               | 128                 | DDR4-3200 octuple-canal   | 280 W               |                            |

1. ↑  AMD en su documentación técnica usa "KB", que define como "Kilobyte" y es igual a 1024 bytes (1 KiB), y "MB", lo define como "Megabyte" y es igual a 1024 "KB" (1 MiB).[25]
2. ↑  El término box hace referencia a los procesadores que son vendidos en caja junto con un disipador de calor (processor in a box), sin embargo, existen versiones de estos que son vendidos sin incluir el disipador, llamados en inglés: processor in a box without fan (WOF).[26]
3. ↑  El Ryzen 7 3700X puede consumir más der 90 W bajo carga.[33]
4. ↑  El Ryzen 9 3900X y Ryzen 9 3950X pueden consumir más de 145 W bajo carga.[33]
5. ↑  El Ryzen Threadripper 3990X puede consumir más de 490 W bajo carga.[35]

### APUs de escritorio
| Modelo             | Fecha de lanzamiento y precio | Proceso de Fabricación | CPU             | CPU                       | CPU                       | CPU                                   | CPU               | CPU   | GPU        | GPU           | GPU      | GPU                             | Soporte de memoria    | TDP  |
| Modelo             | Fecha de lanzamiento y precio | Proceso de Fabricación | Núcleos (hilos) | Frecuencia de reloj (GHz) | Frecuencia de reloj (GHz) | Caché                                 | Caché             | Caché | Modelo     | Config.       | Reloj    | Poder de procesamiento (GFLOPS) | Soporte de memoria    | TDP  |
| Modelo             | Fecha de lanzamiento y precio | Proceso de Fabricación | Núcleos (hilos) | Base                      | Boost                     | L1                                    | L2                | L3    | Modelo     | Config.       | Reloj    | Poder de procesamiento (GFLOPS) | Soporte de memoria    | TDP  |
| ------------------ | ----------------------------- | ---------------------- | --------------- | ------------------------- | ------------------------- | ------------------------------------- | ----------------- | ----- | ---------- | ------------- | -------- | ------------------------------- | --------------------- | ---- |
| Ryzen 3 4300GE     | Segundo semestre del 2020     | TSMC 7FF               | 4 (8)           | 3.5                       | 4.0                       | 32 KB inst. 32 KB de datos por núcleo | 512 KB por núcleo | 8 MB  | 7nm Vega 6 | 384:24:8 6 CU | 1700 MHz | 1305.6                          | DDR4-3200 doble-canal | 35 W |
| Ryzen 3 Pro 4350GE | Segundo semestre del 2020     | TSMC 7FF               | 4 (8)           | 3.5                       | 4.0                       | 32 KB inst. 32 KB de datos por núcleo | 512 KB por núcleo | 8 MB  | 7nm Vega 6 | 384:24:8 6 CU | 1700 MHz | 1305.6                          | DDR4-3200 doble-canal | 35 W |
| Ryzen 3 4300G      | Segundo semestre del 2020     | TSMC 7FF               | 4 (8)           | 3.8                       | 4.0                       | 32 KB inst. 32 KB de datos por núcleo | 512 KB por núcleo | 8 MB  | 7nm Vega 6 | 384:24:8 6 CU | 1700 MHz | 1305.6                          | DDR4-3200 doble-canal | 65 W |
| Ryzen 3 Pro 4350G  | Segundo semestre del 2020     | TSMC 7FF               | 4 (8)           | 3.8                       | 4.0                       | 32 KB inst. 32 KB de datos por núcleo | 512 KB por núcleo | 8 MB  | 7nm Vega 6 | 384:24:8 6 CU | 1700 MHz | 1305.6                          | DDR4-3200 doble-canal | 65 W |
| Ryzen 5 4600GE     | Segundo semestre del 2020     | TSMC 7FF               | 6 (12)          | 3.3                       | 4.2                       | 32 KB inst. 32 KB de datos por núcleo | 512 KB por núcleo | 8 MB  | 7nm Vega 7 | 448:28:8 7 CU | 1900 MHz | 1702.4                          | DDR4-3200 doble-canal | 35 W |
| Ryzen 5 Pro 4650GE | Segundo semestre del 2020     | TSMC 7FF               | 6 (12)          | 3.3                       | 4.2                       | 32 KB inst. 32 KB de datos por núcleo | 512 KB por núcleo | 8 MB  | 7nm Vega 7 | 448:28:8 7 CU | 1900 MHz | 1702.4                          | DDR4-3200 doble-canal | 35 W |
| Ryzen 5 4600G      | Segundo semestre del 2020     | TSMC 7FF               | 6 (12)          | 3.7                       | 4.2                       | 32 KB inst. 32 KB de datos por núcleo | 512 KB por núcleo | 8 MB  | 7nm Vega 7 | 448:28:8 7 CU | 1900 MHz | 1702.4                          | DDR4-3200 doble-canal | 65 W |
| Ryzen 5 Pro 4650G  | Segundo semestre del 2020     | TSMC 7FF               | 6 (12)          | 3.7                       | 4.2                       | 32 KB inst. 32 KB de datos por núcleo | 512 KB por núcleo | 8 MB  | 7nm Vega 7 | 448:28:8 7 CU | 1900 MHz | 1702.4                          | DDR4-3200 doble-canal | 65 W |
| Ryzen 7 4700GE     | Segundo semestre del 2020     | TSMC 7FF               | 8 (16)          | 3.1                       | 4.3                       | 32 KB inst. 32 KB de datos por núcleo | 512 KB por núcleo | 8 MB  | 7nm Vega 8 | 512:32:8 8 CU | 2000 MHz | 2048                            | DDR4-3200 doble-canal | 35 W |
| Ryzen 7 Pro 4750GE | Segundo semestre del 2020     | TSMC 7FF               | 8 (16)          | 3.1                       | 4.3                       | 32 KB inst. 32 KB de datos por núcleo | 512 KB por núcleo | 8 MB  | 7nm Vega 8 | 512:32:8 8 CU | 2000 MHz | 2048                            | DDR4-3200 doble-canal | 35 W |
| Ryzen 7 4700G      | Segundo semestre del 2020     | TSMC 7FF               | 8 (16)          | 3.6                       | 4.4                       | 32 KB inst. 32 KB de datos por núcleo | 512 KB por núcleo | 8 MB  | 7nm Vega 8 | 512:32:8 8 CU | 2100 MHz | 2150.4                          | DDR4-3200 doble-canal | 65 W |
| Ryzen 7 Pro 4750G  | Segundo semestre del 2020     | TSMC 7FF               | 8 (16)          | 3.6                       | 4.4                       | 32 KB inst. 32 KB de datos por núcleo | 512 KB por núcleo | 8 MB  | 7nm Vega 8 | 512:32:8 8 CU | 2100 MHz | 2150.4                          | DDR4-3200 doble-canal | 65 W |

1. ↑  AMD define 1 kilobyte (KB) como 1024 bytes, y 1 megabyte (MB) como 1024 kilobytes.[41]
2. ↑  Sombreadores unificados : Unidades de mapeo de texturas : unidades de salida de render y unidades de cómputo (CU)
3. ↑  El rendimiento de precisión simple se calcula a partir de la velocidad del reloj base o turbo (boost) basada en una operación FMA (operación de suma-multiplicación de punto flotante)

### Procesadores móviles
| Modelo            | Fecha de lanzamiento | Proceso de fabricación | CPU                   | CPU                       | CPU                       | CPU                                   | CPU               | CPU   | GPU                      | GPU      | GPU                                | Soporte de memoria                | TDP     | Número de parte |
| Modelo            | Fecha de lanzamiento | Proceso de fabricación | Núcleos/ FPUs (hilos) | Frecuencia de reloj (GHz) | Frecuencia de reloj (GHz) | Caché                                 | Caché             | Caché | Modelo y config.         | Reloj    | Potencia de procesamiento (GFLOPS) | Soporte de memoria                | TDP     | Número de parte |
| Modelo            | Fecha de lanzamiento | Proceso de fabricación | Núcleos/ FPUs (hilos) | Base                      | Boost                     | L1                                    | L2                | L3    | Modelo y config.         | Reloj    | Potencia de procesamiento (GFLOPS) | Soporte de memoria                | TDP     | Número de parte |
| ----------------- | -------------------- | ---------------------- | --------------------- | ------------------------- | ------------------------- | ------------------------------------- | ----------------- | ----- | ------------------------ | -------- | ---------------------------------- | --------------------------------- | ------- | --------------- |
| Ryzen 3 4300U     | 16 de marzo de 2020  | TSMC 7FF               | 4 (4)                 | 2.7                       | 3.7                       | 32 KB inst. 32 KB de datos por núcleo | 512 KB por núcleo | 4 MB  | 7nm Vega 5 320:20:8 5 CU | 1400 MHz | 896                                | DDR4-3200 LPDDR4-4266 doble-canal | 10-25 W | 100-000000085   |
| Ryzen 3 Pro 4450U | 7 de mayo de 2020    | TSMC 7FF               | 4 (8)                 | 2.5                       | 3.7                       | 32 KB inst. 32 KB de datos por núcleo | 512 KB por núcleo | 4 MB  | 7nm Vega 5 320:20:8 5 CU | 1400 MHz | 896                                | DDR4-3200 LPDDR4-4266 doble-canal | 10-25 W | 100-000000104   |
| Ryzen 5 4500U     | 16 de marzo de 2020  | TSMC 7FF               | 6 (6)                 | 2.3                       | 4.0                       | 32 KB inst. 32 KB de datos por núcleo | 512 KB por núcleo | 8 MB  | 7nm Vega 6 384:24:8 6 CU | 1500 MHz | 1152                               | DDR4-3200 LPDDR4-4266 doble-canal | 10-25 W | 100-000000084   |
| Ryzen 5 4600U     | 16 de marzo de 2020  | TSMC 7FF               | 6 (12)                | 2.1                       | 4.0                       | 32 KB inst. 32 KB de datos por núcleo | 512 KB por núcleo | 8 MB  | 7nm Vega 6 384:24:8 6 CU | 1500 MHz | 1152                               | DDR4-3200 LPDDR4-4266 doble-canal | 10-25 W | 100-000000105   |
| Ryzen 5 Pro 4650U | 7 de mayo de 2020    | TSMC 7FF               | 6 (12)                | 2.1                       | 4.0                       | 32 KB inst. 32 KB de datos por núcleo | 512 KB por núcleo | 8 MB  | 7nm Vega 6 384:24:8 6 CU | 1500 MHz | 1152                               | DDR4-3200 LPDDR4-4266 doble-canal | 10-25 W | 100-000000103   |
| Ryzen 5 4600HS    | 16 de marzo de 2020  | TSMC 7FF               | 6 (12)                | 3.0                       | 4.0                       | 32 KB inst. 32 KB de datos por núcleo | 512 KB por núcleo | 8 MB  | 7nm Vega 6 384:24:8 6 CU | 1500 MHz | 1152                               | DDR4-3200 LPDDR4-4266 doble-canal | 35 W    |                 |
| Ryzen 5 4600H     | 16 de marzo de 2020  | TSMC 7FF               | 6 (12)                | 3.0                       | 4.0                       | 32 KB inst. 32 KB de datos por núcleo | 512 KB por núcleo | 8 MB  | 7nm Vega 6 384:24:8 6 CU | 1500 MHz | 1152                               | DDR4-3200 LPDDR4-4266 doble-canal | 35-54 W | 100-000000100   |
| Ryzen 7 4700U     | 16 de marzo de 2020  | TSMC 7FF               | 8 (8)                 | 2.0                       | 4.1                       | 32 KB inst. 32 KB de datos por núcleo | 512 KB por núcleo | 8 MB  | 7nm Vega 7 448:28:8 7 CU | 1600 MHz | 1433.6                             | DDR4-3200 LPDDR4-4266 doble-canal | 10-25 W | 100-000000083   |
| Ryzen 7 Pro 4750U | 7 de mayo de 2020    | TSMC 7FF               | 8 (16)                | 1.7                       | 4.1                       | 32 KB inst. 32 KB de datos por núcleo | 512 KB por núcleo | 8 MB  | 7nm Vega 7 448:28:8 7 CU | 1600 MHz | 1433.6                             | DDR4-3200 LPDDR4-4266 doble-canal | 10-25 W | 100-000000101   |
| Ryzen 7 4800U     | 16 de marzo de 2020  | TSMC 7FF               | 8 (16)                | 1.8                       | 4.2                       | 32 KB inst. 32 KB de datos por núcleo | 512 KB por núcleo | 8 MB  | 7nm Vega 8 512:32:8 8 CU | 1750 MHz | 1792                               | DDR4-3200 LPDDR4-4266 doble-canal | 10-25 W | 100-000000082   |
| Ryzen 7 4800HS    | 16 de marzo de 2020  | TSMC 7FF               | 8 (16)                | 2.9                       | 4.2                       | 32 KB inst. 32 KB de datos por núcleo | 512 KB por núcleo | 8 MB  | 7nm Vega 7 448:28:8 7 CU | 1600 MHz | 1433.6                             | DDR4-3200 LPDDR4-4266 doble-canal | 35 W    |                 |
| Ryzen 7 4800H     | 16 de marzo de 2020  | TSMC 7FF               | 8 (16)                | 2.9                       | 4.2                       | 32 KB inst. 32 KB de datos por núcleo | 512 KB por núcleo | 8 MB  | 7nm Vega 7 448:28:8 7 CU | 1600 MHz | 1433.6                             | DDR4-3200 LPDDR4-4266 doble-canal | 35-54 W | 100-000000098   |
| Ryzen 9 4900HS    | 16 de marzo de 2020  | TSMC 7FF               | 8 (16)                | 3                         | 4.3                       | 32 KB inst. 32 KB de datos por núcleo | 512 KB por núcleo | 8 MB  | 7nm Vega 8 512:32:8 8 CU | 1750 MHz | 1792                               | DDR4-3200 LPDDR4-4266 doble-canal | 35 W    |                 |
| Ryzen 9 4900H     | 16 de marzo de 2020  | TSMC 7FF               | 8 (16)                | 3.3                       | 4.4                       | 32 KB inst. 32 KB de datos por núcleo | 512 KB por núcleo | 8 MB  | 7nm Vega 8 512:32:8 8 CU | 1750 MHz | 1792                               | DDR4-3200 LPDDR4-4266 doble-canal | 35-54W  |                 |

1. ↑  AMD en su documentación técnica usa KB, lo cual define como Kilobyte y equivale a 1024 bytes, y MB, lo cual define como Megabyte y equivale a 1024 KB.[44]
2. ↑  Sombreadores unificados : Unidades de mapeo de texturas : unidades de salida de render y unidades de cómputo (CU)
3. ↑  El rendimiento de precisión simple se calcula a partir de la velocidad del reloj base o turbo (boost) basada en una operación FMA (operación de suma-multiplicación de punto flotante)

### Procesadores de servidor
Características comunes de estos procesadores:
- Nombre en clave "Rome"
- Número de líneas PCI-E: 128
- Zócalo: SP3
- Fecha de lanzamiento: 7 de agosto de 2019, excepto el EPYC 7H12, el cual fue lanzado el 18 de septiembre de 2019
- Soporte de memoria: óctuple-canal DDR4-3200

| Modelo     | Proceso de fabricación | Configuración del Zócalo (Socket) | Núcleos/FPUs (hilos) | Frecuencia de reloj (GHz) | Frecuencia de reloj (GHz) | Frecuencia de reloj (GHz) | Caché                                 | Caché             | Caché   | TDP   | Precio de lanzamiento (USD) |
| Modelo     | Proceso de fabricación | Configuración del Zócalo (Socket) | Núcleos/FPUs (hilos) | Base                      | Boost                     | Boost                     | L1 (KB)                               | L2 (KB)           | L3 (MB) | TDP   | Precio de lanzamiento (USD) |
| Modelo     | Proceso de fabricación | Configuración del Zócalo (Socket) | Núcleos/FPUs (hilos) | Base                      | Todos los núcleos         | Máx.                      | L1 (KB)                               | L2 (KB)           | L3 (MB) | TDP   | Precio de lanzamiento (USD) |
| ---------- | ---------------------- | --------------------------------- | -------------------- | ------------------------- | ------------------------- | ------------------------- | ------------------------------------- | ----------------- | ------- | ----- | --------------------------- |
| EPYC 7232P | 7nm                    | 1P                                | 8 (16)               | 3.1                       |                           | 3.2                       | 32 KB inst. 32 KB de datos por núcleo | 512 KB por núcleo | 32      | 120 W | $450                        |
| EPYC 7302P | 7nm                    | 1P                                | 16 (32)              | 3                         |                           | 3.3                       | 32 KB inst. 32 KB de datos por núcleo | 512 KB por núcleo | 128     | 155 W | $825                        |
| EPYC 7402P | 7nm                    | 1P                                | 24 (48)              | 2.8                       |                           | 3.35                      | 32 KB inst. 32 KB de datos por núcleo | 512 KB por núcleo | 128     | 180 W | $1250                       |
| EPYC 7502P | 7nm                    | 1P                                | 32 (64)              | 2.5                       |                           | 3.35                      | 32 KB inst. 32 KB de datos por núcleo | 512 KB por núcleo | 128     | 180 W | $2300                       |
| EPYC 7702P | 7nm                    | 1P                                | 64 (128)             | 2                         |                           | 3.35                      | 32 KB inst. 32 KB de datos por núcleo | 512 KB por núcleo | 256     | 200 W | $4425                       |
| EPYC 7252  | 7nm                    | 2P                                | 8 (16)               | 3.1                       |                           | 3.2                       | 32 KB inst. 32 KB de datos por núcleo | 512 KB por núcleo | 64      | 120 W | $475                        |
| EPYC 7262  | 7nm                    | 2P                                | 8 (16)               | 3.2                       |                           | 3.4                       | 32 KB inst. 32 KB de datos por núcleo | 512 KB por núcleo | 128     | 155 W | $575                        |
| EPYC 7272  | 7nm                    | 2P                                | 12 (24)              | 2.9                       |                           | 3.2                       | 32 KB inst. 32 KB de datos por núcleo | 512 KB por núcleo | 64      | 120 W | $625                        |
| EPYC 7282  | 7nm                    | 2P                                | 16 (32)              | 2.8                       |                           | 3.2                       | 32 KB inst. 32 KB de datos por núcleo | 512 KB por núcleo | 64      | 120 W | $650                        |
| EPYC 7302  | 7nm                    | 2P                                | 16 (32)              | 3                         |                           | 3.3                       | 32 KB inst. 32 KB de datos por núcleo | 512 KB por núcleo | 128     | 155 W | $978                        |
| EPYC 7352  | 7nm                    | 2P                                | 24 (48)              | 2.3                       |                           | 3.2                       | 32 KB inst. 32 KB de datos por núcleo | 512 KB por núcleo | 128     | 155 W | $1350                       |
| EPYC 7402  | 7nm                    | 2P                                | 24 (48)              | 2.8                       |                           | 3.35                      | 32 KB inst. 32 KB de datos por núcleo | 512 KB por núcleo | 128     | 180 W | $1783                       |
| EPYC 7452  | 7nm                    | 2P                                | 32 (64)              | 2.35                      |                           | 3.35                      | 32 KB inst. 32 KB de datos por núcleo | 512 KB por núcleo | 128     | 155 W | $2025                       |
| EPYC 7502  | 7nm                    | 2P                                | 32 (64)              | 2.5                       |                           | 3.35                      | 32 KB inst. 32 KB de datos por núcleo | 512 KB por núcleo | 128     | 180 W | $2600                       |
| EPYC 7542  | 7nm                    | 2P                                | 32 (64)              | 2.9                       |                           | 3.4                       | 32 KB inst. 32 KB de datos por núcleo | 512 KB por núcleo | 128     | 225 W | $3400                       |
| EPYC 7552  | 7nm                    | 2P                                | 48 (96)              | 2.2                       |                           | 3.3                       | 32 KB inst. 32 KB de datos por núcleo | 512 KB por núcleo | 192     | 200 W | $4025                       |
| EPYC 7642  | 7nm                    | 2P                                | 48 (96)              | 2.3                       |                           | 3.3                       | 32 KB inst. 32 KB de datos por núcleo | 512 KB por núcleo | 256     | 225 W | $4775                       |
| EPYC 7702  | 7nm                    | 2P                                | 64 (128)             | 2                         |                           | 3.35                      | 32 KB inst. 32 KB de datos por núcleo | 512 KB por núcleo | 256     | 200 W | $6450                       |
| EPYC 7742  | 7nm                    | 2P                                | 64 (128)             | 2.25                      |                           | 3.4                       | 32 KB inst. 32 KB de datos por núcleo | 512 KB por núcleo | 256     | 225 W | $6950                       |
| EPYC 7H12  | 7nm                    | 2P                                | 64 (128)             | 2.6                       |                           | 3.3                       | 32 KB inst. 32 KB de datos por núcleo | 512 KB por núcleo | 256     | 280 W |                             |
| EPYC 7F32  | 7nm                    | 1P/2P                             | 8 (16)               | 3.7                       |                           | 3.9                       | 32 KB inst. 32 KB de datos por núcleo | 512 KB por núcleo | 128     | 180W  | $2100                       |
| EPYC 7F52  | 7nm                    | 1P/2P                             | 16 (32)              | 3.5                       |                           | 3.9                       | 32 KB inst. 32 KB de datos por núcleo | 512 KB por núcleo | 256     | 240W  | $3100                       |
| EPYC 7F72  | 7nm                    | 1P/2P                             | 24 (48)              | 3.2                       |                           | 3.7                       | 32 KB inst. 32 KB de datos por núcleo | 512 KB por núcleo | 192     | 240W  | $2450                       |

1. ↑   AMD en su documentación técnica usa KB, lo cual define como Kilobyte y equivale a 1024 bytes, y MB, lo cual define como Megabyte y equivale a 1024 KB.[25]

### Consolas de videojuego
- Xbox Series X|S
- PlayStation 5